# Division Smythe
Pour les articles homonymes, voir Smythe.
En Amérique du Nord, la division Smythe de la Ligue nationale de hockey (ou : section Smythe) a été formée en 1974 comme faisant partie de la nouvelle Conférence Clarence Campbell (aujourd'hui connue sous le nom d'Association de l'Ouest) durant le réalignement opéré par la Ligue. La division est appelée Smythe en l'honneur du défunt propriétaire des Maple Leafs de Toronto Conn Smythe. Cette division existe durant dix-neuf saisons avant de céder sa place en 1993 à la division Pacifique.

## Équipes à la dissolution
- Flames de Calgary
- Oilers d'Edmonton
- Kings de Los Angeles
- Sharks de San José
- Canucks de Vancouver
- Jets de Winnipeg

## Évolution de la division

### 1974-1976
La division Smythe est créée à la suite du réalignement de la LNH et est formée de cinq équipes : les Canucks de Vancouver provenant de la division Est, les Black Hawks de Chicago, les North Stars du Minnesota et les Blues de Saint-Louis. Ces derniers arrivent pour leurs part de la division Ouest alors que les Scouts de Kansas City sont intégrés en tant qu'équipe d'expansion.

### 1976-1978
Un premier changement est effectué au sein de la division Smythe pour la saison 1976-1977 alors que les Scouts de Kansas City sont déménagés et adoptent alors le nom des Rockies du Colorado. L'alignement de la Smythe pour les deux saisons suivantes est alors celui-ci :
- Black Hawks de Chicago
- Rockies du Colorado
- North Stars du Minnesota
- Blues de Saint-Louis
- Canucks de Vancouver

### 1978-1979
À l'été 1978, les équipes des Barons de Cleveland et des North Stars du Minnesota fusionnent, et bien que la nouvelle franchise adopte le nom des North Stars, celle-ci rejoint la Division Adams, division qu'occupaient les Barons. Ce départ fait que la Division Norris devient la seule à compter cinq équipes au sein de sa division alors que les trois autres (Adams, Patrick et Smythe) n'en comptent que quatre. L'alignement de la division Smythe est alors pour la saison 1978-1979 le suivant :
- Black Hawks de Chicago
- Rockies du Colorado
- Blues de Saint-Louis
- Canucks de Vancouver

### 1979-1981
L'année 1979 voit la fermeture de la ligue rivale à la LNH, l'Association mondiale de hockey (AMH) et ainsi l'intégration de quatre équipes de la défunte ligue à la LNH, soit les Oilers d'Edmonton, les Whalers de Hartford, les Nordiques de Québec et les Jets de Winnipeg. La division Smythe se retrouve gagnante puisqu'elle intègre deux de ces quatre formations en ses rangs, soit les Oilers et les Jets. La division compte alors six franchises actives :
- Black Hawks de Chicago
- Rockies du Colorado
- Oilers d'Edmonton
- Blues de Saint-Louis
- Canucks de Vancouver
- Jets de Winnipeg

### 1981-1982
En vue de cette saison, la ligue procède à un autre réalignement majeur de ses divisions, faisant passer la Division Norris de l'Association Prince de Galles à la Conférence Clarence Campbell alors que la Division Patrick effectue le chemin inverse. Ces transferts affectent la division Smythe qui voit alors les Black Hawks, les Blues et les Jets quitter la division au profit de la division Norris. Deux équipes se greffent alors à la division Smythe : les Flames de Calgary en provenance de la Division Patrick, et les Kings de Los Angeles. Ces derniers, de leur côté, arrivent de la Division Norris. Les équipes de la division Smythe s'alignant pour la saison 1981-1982 sont alors les suivantes :
- Flames de Calgary
- Rockies du Colorado
- Oilers d'Edmonton
- Kings de Los Angeles
- Canucks de Vancouver

### 1982-1991
L'été 1982 voit la formation des Rockies du Colorado être déménagée vers East Rutherford au New Jersey pour devenir les Devils du New Jersey. Afin de les rapprocher géographiquement de leurs rivaux de division, la ligue décide de transférer ceux-ci à la Division Patrick. Pour pallier la perte de cette équipe, les Jets de Winnipeg réintègrent la division Smythe. Les équipes qui s'alignent pour la division Smythe au cours des neuf saisons suivantes sont alors :
- Flames de Calgary
- Oilers d'Edmonton
- Kings de Los Angeles
- Canucks de Vancouver
- Jets de Winnipeg

### 1991-1993
Un dernier changement s'effectue au sein de la division Smythe en vue de la saison 1991-1992 alors que la formation des Sharks de San José est incluse à la division en tant qu'équipe d'expansion. En 1993, la ligue procède à une autre refonte de ces divisions, ainsi la division Smythe est remplacée pour devenir la Division Pacifique. Les équipes s'alignant pour les deux dernières années d'existence de la division Smythe sont alors :
- Flames de Calgary
- Oilers d'Edmonton
- Kings de Los Angeles
- Sharks de San José
- Canucks de Vancouver
- Jets de Winnipeg

## Champions de Division
La liste ci-dessous reprend les équipes championnes de la division Smythe. La division Smythe fut celle comptant le plus grand nombre de récipiendaires du Trophée des présidents remis à l'équipe de la ligue ayant cumulé le plus grand nombre de points lors de la saison régulière, de la création du trophée en 1986, jusqu'à la disparition de la division Smythe en 1993. Deux équipes remportèrent chacune deux fois le trophée pour un total de quatre. Ces récipiendairent furent les Oilers d'Edmonton lors des saisons 1985-1986 (119 points) et 1986-1987 (105 points) et les Flames de Calgary qui remportèrent pour leur part le trophée en 1987-1988 (105 points) et 1988-1989 (117 points).
Légende :
- Vainqueur de la Coupe Stanley
- Finaliste de la Coupe Stanley

| Saison  | Franchise              | Bilan    | Pts | Résultats en playoffs |
| ------- | ---------------------- | -------- | --- | --- |
| 1974-75 | Canucks de Vancouver   | 38-32-10 | 86  | Défaite - Quarts de finale (Canadiens) 4-1 |
| 1975-76 | Black Hawks de Chicago | 32-30-18 | 82  | Défaite - Quarts de finale (Canadiens) 4-0 |
| 1976-77 | Blues de Saint-Louis   | 32-39-9  | 73  | Défaite - Quarts de finale (Canadiens) 4-0 |
| 1977-78 | Black Hawks de Chicago | 32-29-19 | 83  | Défaite - Quarts de finale (Bruins) 4-0 |
| 1978-79 | Black Hawks de Chicago | 29-36-15 | 73  | Défaite - Quarts de finale (Islanders) 4-0 |
| 1979-80 | Black Hawks de Chicago | 34-27-19 | 87  | Victoire - Tour préliminaire (Blues) 3-0 Défaite - Quarts de finale (Sabres) 4-0 |
| 1980-81 | Blues de Saint-Louis   | 45-18-17 | 107 | Victoire - Tour préliminaire (Penguins) 3-2 Défaite - Quarts de finale (Rangers) 4-2 |
| 1981-82 | Oilers d'Edmonton      | 48-17-15 | 111 | Défaite - Demi-finale de division (Kings) 3-2 |
| 1982-83 | Oilers d'Edmonton      | 47-21-12 | 106 | Victoire - Demi-finale de division (Jets) 3-0 Victoire - Finale de division (Flames) 4-1 Victoire - Finale de conférence Ouest (Black Hawks) 4-0 Défaite - Coupe Stanley (Islanders) 4-0   |
| 1983-84 | Oilers d'Edmonton      | 57-18-5  | 119 | Victoire - Demi-finale de division (Jets) 3-0 Victoire - Finale de division (Flames) 4-3 Victoire - Finale de conférence Ouest (North Stars) 4-0 Victoire - Coupe Stanley (Islanders) 4-1  |
| 1984-85 | Oilers d'Edmonton      | 49-20-11 | 109 | Victoire - Demi-finale de division (Kings) 3-0 Victoire - Finale de division (Jets) 4-0 Victoire - Finale de conférence Ouest (Black Hawks) 4-2 Victoire - Coupe Stanley (Flyers) 4-1      |
| 1985-86 | Oilers d'Edmonton      | 56-17-7  | 119 | Victoire - Demi-finale de division (Canucks) 3-0 Défaite - Finale de division (Flames) 4-3                                                                                                 |
| 1986-87 | Oilers d'Edmonton      | 50-24-6  | 106 | Victoire - Demi-finale de division (Kings) 4-1 Victoire - Finale de division (Jets) 4-0 Victoire - Finale de conférence Ouest (Red Wings) 4-1 Victoire - Coupe Stanley (Flyers) 4-3        |
| 1987-88 | Flames de Calgary      | 48-23-9  | 105 | Victoire - Demi-finale de division (Jets) 4-1 Victoire - Finale de division (Flames) 4-0 Victoire - Finale de conférence Ouest (Red Wings) 4-1 Victoire - Coupe Stanley (Bruins) 4-0       |
| 1988-89 | Flames de Calgary      | 54-17-9  | 117 | Victoire - Demi-finale de division (Canucks) 4-3 Victoire - Finale de division (Kings) 4-0 Victoire - Finale de conférence Ouest (Blackhawks) 4-1 Victoire - Coupe Stanley (Canadiens) 4-2 |
| 1989-90 | Flames de Calgary      | 42-23-15 | 99  | Défaite - Demi-finale de division (Kings) 4-2 |
| 1990-91 | Kings de Los Angeles   | 46-24-10 | 102 | Victoire - Demi-finale de division (Canucks) 4-2 Défaite - Finale de division (Oilers) 4-2                                                                                                 |
| 1991-92 | Canucks de Vancouver   | 42-26-12 | 96  | Victoire - Demi-finale de division (Jets) 4-3 Défaite - Finale de division (Canucks) 4-2                                                                                                   |
| 1992-93 | Canucks de Vancouver   | 46-29-9  | 101 | Victoire - Demi-finale de division (Jets) 4-2 Défaite - Finale de division (Kings) 4-2 |

## Résultats saison par saison
- Vainqueur de la Coupe Stanley
- Finaliste de la Coupe Stanley
- Qualifié pour les séries éliminatoires
- (x) : Classement (seed) dans la conférence en fin de saison
- CP : Vainqueur de la Coupe du Président

| Saison  | Bilan des équipes     | Bilan des équipes     | Bilan des équipes    | Bilan des équipes  | Bilan des équipes | Bilan des équipes |
| ------- | --------------------- | --------------------- | -------------------- | ------------------ | ----------------- | ----------------- |
| Saison  | 1er                   | 2e                    | 3e                   | 4e                 | 5e                | 6e                |
| 1974-75 | (DC) Vancouver (86)   | (6) Saint-Louis (84)  | (7) Chicago (82)     | Minnesota (53)     | Kansas City (41)  |                   |
| 1975-76 | (DC) Chicago (82)     | (7) Vancouver (81)    | (8) Saint-Louis (72) | Minnesota (47)     | Kansas City (36)  |                   |
| 1976-77 | (DC) Saint-Louis (73) | (7) Minnesota (64)    | (8) Chicago (63)     | Vancouver (63)     | Colorado (54)     |                   |
| 1977-78 | (DC) Chicago (83)     | (8) Colorado (59)     | Vancouver (57)       | Saint-Louis (53)   | Minnesota (45)    |                   |
| 1978-79 | (DC) Chicago (73)     | (6) Vancouver (63)    | Saint-Louis (48)     | Colorado (42)      |                   |                   |
| 1979-80 | (7) Chicago (87)      | (10) Saint-Louis (80) | (15) Vancouver (70)  | (16) Edmonton (69) | Winnipeg (51)     | Colorado (51)     |
| 1980-81 | (2) Saint-Louis (107) | (10) Chicago (78)     | (12) Vancouver (76)  | (14) Edmonton (74) | Colorado (57)     | Winnipeg (32)     |
| 1981-82 | Edmonton (111)        | Vancouver (77)        | Calgary (75)         | Los Angeles (63)   | Colorado (49)     |                   |
| 1982-83 | Edmonton (106)        | Calgary (78)          | Vancouver (75)       | Winnipeg (74)      | Los Angeles (66)  |                   |
| 1983-84 | Edmonton (119)        | Calgary (82)          | Vancouver (73)       | Winnipeg (73)      | Los Angeles (59)  |                   |
| 1984-85 | Edmonton (109)        | Winnipeg (96)         | Calgary (94)         | Los Angeles (82)   | Vancouver (59)    |                   |
| 1985-86 | Edmonton CP (119)     | Calgary (89)          | Winnipeg (59)        | Vancouver (59)     | Los Angeles (54)  |                   |
| 1986-87 | Edmonton CP (106)     | Calgary (95)          | Winnipeg (88)        | Los Angeles (70)   | Vancouver (66)    |                   |
| 1987-88 | Calgary CP (105)      | Edmonton (99)         | Winnipeg (77)        | Los Angeles (68)   | Vancouver (59)    |                   |
| 1988-89 | Calgary CP (117)      | Los Angeles (91)      | Edmonton (84)        | Vancouver (74)     | Winnipeg (64)     |                   |
| 1989-90 | Calgary (99)          | Edmonton (90)         | Winnipeg (85)        | Los Angeles (75)   | Vancouver (64)    |                   |
| 1990-91 | Los Angeles (102)     | Calgary (100)         | Edmonton (80)        | Vancouver (65)     | Winnipeg (63)     |                   |
| 1991-92 | Vancouver (96)        | Los Angeles (84)      | Edmonton (82)        | Winnipeg (81)      | Calgary (74)      | San José (39)     |
| 1992-93 | Vancouver (101)       | Calgary (97)          | Los Angeles (88)     | Winnipeg (87)      | Edmonton (60)     | San José (24)     |

## Vainqueur de la Division en playoffs
- 1982 - Canucks de Vancouver
- 1983 - Oilers d'Edmonton
- 1984 - Oilers d'Edmonton
- 1985 - Oilers d'Edmonton
- 1986 - Flames de Calgary
- 1987 - Oilers d'Edmonton
- 1988 - Oilers d'Edmonton
- 1989 - Flames de Calgary
- 1990 - Oilers d'Edmonton
- 1991 - Oilers d'Edmonton
- 1992 - Oilers d'Edmonton
- 1993 - Kings de Los Angeles

## Participation à la finale de la Coupe Stanley
À six reprises une équipe de la division Smythe à remporté la Coupe Stanley au cours des dix-neuf années d'existence de la division :
- 1984 - Oilers d'Edmonton
- 1985 - Oilers d'Edmonton
- 1987 - Oilers d'Edmonton
- 1988 - Oilers d'Edmonton
- 1989 - Flames de Calgary
- 1990 - Oilers d'Edmonton

## Vainqueur de la Coupe du Président
- 1986 - Oilers d'Edmonton
- 1987 - Oilers d'Edmonton
- 1988 - Flames de Calgary
- 1989 - Flames de Calgary

## Liste des équipes vainqueur de la Division Smythe
| Franchise              | Titres | Dernier titre | Années                             |
| ---------------------- | ------ | ------------- | ---------------------------------- |
| Oilers d'Edmonton      | 6      | 1987          | 1982, 1983, 1984, 1985, 1986, 1987 |
| Black Hawks de Chicago | 4      | 1980          | 1976, 1978, 1979, 1980             |
| Canucks de Vancouver   | 3      | 1993          | 1975, 1992, 1993                   |
| Flames de Calgary      | 3      | 1990          | 1988, 1989, 1990                   |
| Blues de Saint-Louis   | 2      | 1981          | 1977, 1981                         |
| Kings de Los Angeles   | 1      | 1991          | 1991                               |